# روسلاند (نبراسکا)
روسلاند(به انگلیسی: Roseland) شهری در ایالت نبراسکا کشور ایالات متحده آمریکا است که جمعیت آن در سرشماری سال ۲۰۱۰ میلادی، ۲۳۵ نفر بوده‌است.